# Tradescantia valida
Tradescantia valida är en himmelsblomsväxtart som beskrevs av Gerhard Brückner. Tradescantia valida ingår i släktet båtblommor, och familjen himmelsblomsväxter. Inga underarter finns listade.